# ŽNK Bilo Velika Pisanica
ŽNK Bilo, ženski je nogometni klub iz Velike Pisanice.

## Povijest
Ženski nogometni klub Bilo započeo je s radom sredinom travnja 2013. godine. Klub je osnovan na inicijativu trenera Silvija Radovića.